# カルメン (オペラ)
『カルメン』（Carmen）は、ジョルジュ・ビゼーが作曲したフランス語によるオペラである。世界で最も人気のあるオペラの一つとされる。声楽抜きでオーケストラのみによる組曲もコンサートや録音で頻繁に演奏されている。
本項ではオペラの他に、バレエやミュージカルといった舞台作品についても記載する。

## 概説

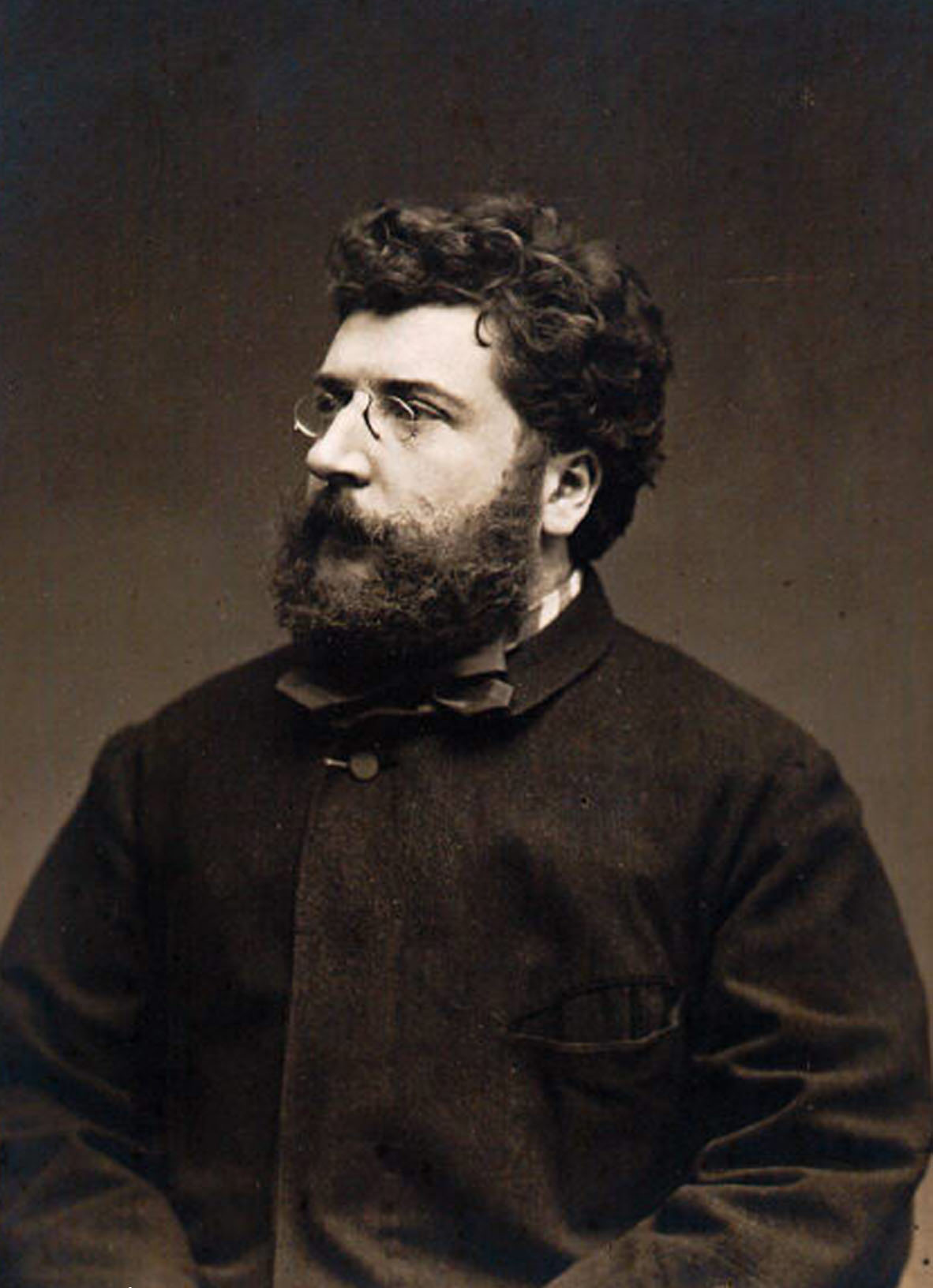
ジョルジュ・ビゼー

オペラ『カルメン』は、プロスペル・メリメの小説『カルメン』を元に、アンリ・メイヤックとリュドヴィク・アレヴィがリブレット（台本）を作り、ビゼーが作曲した4幕もののオペラである。音楽（歌）の間をレチタティーヴォではなくメロディのない台詞でつないでいくオペラ・コミック様式で書かれていた。
1875年3月3日、パリのオペラ＝コミック座で初演された。初演は不評であったが、その後の客入りと評判は決して悪くなく、ビゼーのもとには『カルメン』のウィーン公演と、そのために台詞をレチタティーヴォに改めたグランド・オペラ版への改作が依頼された。この契約を受けたビゼーだったが、持病の慢性扁桃炎による体調不良から静養中の6月4日、心臓発作を起こして急死してしまう。そこで友人である作曲家エルネスト・ギローが改作を担当してウィーン上演にこぎつけ、それ以降フランス・オペラの代表作として世界的な人気作品となった。リブレットはフランス語で書かれているが、物語の舞台はスペインである。そのため日本では役名の「José」をスペイン語読みで「ホセ」と書きあらわすが、実際はフランス語読みで「ジョゼ」と発音して歌われる。音楽もハバネラやセギディーリャなどスペインの民族音楽を取り入れて作曲されている。
近年では、音楽学者フリッツ・エーザーがビゼーのオリジナルであるオペラ・コミック様式に復元するとして、1964年にアルコア社（Alkor-Edition）から出版した「アルコア版」による上演も行われる。現行の主要な版は原典版のほか、オペラ・コミック版、グランド・オペラ版、メトロポリタン歌劇場版がある。ギロー版（グランド・オペラ版）はフランス語ネイティブ以外のキャストでも台詞に訛りがつくのを避けられることもあり、現在でも使用されている。
2000年代初めには決定版ともいうべきミヒャエル・ロートによる校訂版が作られており、一応の完成（A:自筆譜）から初演時点、初版などの各時点とその周辺の成立時点ごとに全てが併記されており、指揮者や演出家などのプランナーが自由に取捨選択することが可能な版となっている。校訂報告も簡潔な文章で、表になっていて非常に読みやすいものとなっている。日本では桐朋学園大学図書館が所有していて、閲覧や各地の図書館との連携によって貸出可能である。

## 登場人物
- カルメン（Carmen, メゾソプラノまたはソプラノ）- タバコ工場で働くジプシーの女
- ドン・ホセ（Don José, テノール）- 竜騎兵長
- ミカエラ（Micaëla, ソプラノ）- ドン・ホセの婚約者
- エスカミーリョ（Escamillo, バリトン）- 闘牛士、ホセの恋敵
- ズニガ（Zúñiga, バス）- 衛兵隊長、ドン・ホセの上官
- モラレス（Moralès, バリトンまたはテノール）- 士官
- フラスキータ（Frasquita, ソプラノ）- カルメンの友人
- メルセデス（Mercédès, メゾソプラノ）- カルメンの友人
- ダンカイロ（Le Dancaïre, バリトンまたはテノール） - 密輸商人
- レメンダード（Le Remendado, テノール）- ダンカイロの仲間

以降は版によって増減される。
- リリャス・パスティア（台詞役）- 居酒屋の主人
- 山のガイド（台詞役）
- 中尉（バス）
- アンドレス（Andrés, テノール）
- オレンジ売りの女（メゾソプラノ）
- ジプシー男（バリトン）
- 合唱

## 楽器編成
フルート2（2本ともピッコロ持ち替え）、オーボエ2（2番はコーラングレ持ち替え）、クラリネット2、ファゴット2、ホルン4、コルネット2、トロンボーン3、ティンパニ、トライアングル、タンブリン、大太鼓、シンバル、小太鼓、ハープ、弦五部（14型）
- なお、オーケストラ内のコルネットは舞台上のバンダとしても使用される（第2幕・第4幕）。

## 上演時間
約2時間40分（カットなしで各55分、45分、40分、20分）

## あらすじ

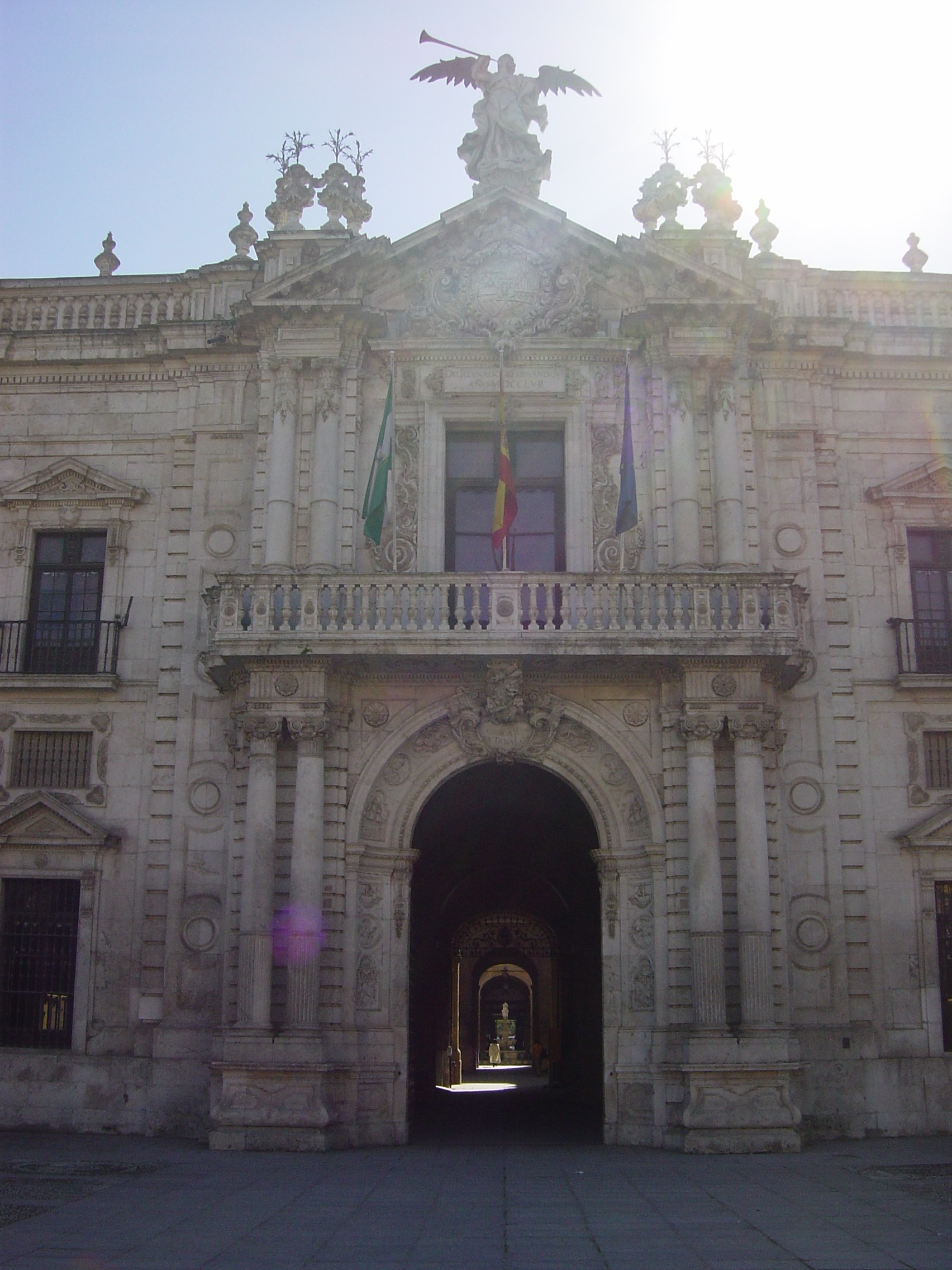
セビリアの旧タバコ工場、現在は大学になっている。

### 第1幕
1820年ごろのセビリア。昼休みに広場に現れたタバコ工場の女工たちに、男たちが言い寄るが、ジプシーの女工カルメンは全く相手にしない。カルメンは、女工たちに興味を示さない竜騎兵長のドン・ホセに花を投げつけ、気を引こうとする。ドン・ホセの婚約者であるミカエラが現れ、ドン・ホセに故郷の彼の母親からの便りを届ける。カルメンはけんか騒ぎを起こし、牢に送られることになる。しかし護送を命じられたドン・ホセは、カルメンに誘惑されて彼女を逃がす。パスティアの酒場で落ち合おうと言い残してカルメンは去る。

### 第2幕
1か月後、カルメンを逃がした罪で牢に入れられていたドン・ホセが釈放される。カルメンが、友人2人（メルセデスとフラスキータ）、衛兵隊長スニガと酒場で歌い踊っていると、花形闘牛士エスカミーリョが現れ、カルメンの気を引く。釈放されたドン・ホセが酒場に着くと、カルメンはドン・ホセのために歌って踊り、密輸団の仲間になるよう誘う。カルメンの色香に迷ったドン・ホセは、婚約者ミカエラを振り切ってカルメンの元に行き、上司とのいさかいのため、密輸をするジプシーの群れに身を投じる。しかし、そのときすでにカルメンの心は闘牛士エスカミーリョに移っていた。

### 第3幕
冒頭で、ジプシーの女たちがカードで占いをする。カルメンが占いをすると、不吉な占いが出て結末を暗示する。密輸の見張りをするドン・ホセを、婚約者ミカエラが説得しに来る。闘牛士エスカミーリョもやってきて、ドン・ホセと決闘になる。騒ぎが収まったあと、思い直すように勧めるミカエラを無視するドン・ホセに、ミカエラは切ない気持ちを一人独白する。カルメンの心をつなぎとめようとするドン・ホセだが、カルメンの心は完全に離れていた。ミカエラから母の危篤を聞き、ドン・ホセはカルメンに心を残しつつ、盗賊団を去る。

### 第4幕
ホセが盗賊団を去って1か月後、エスカミーリョとその恋人になっているカルメンが闘牛場の前に現れる。エスカミーリョが闘牛場に入ったあと、一人でいるカルメンの前に、ドン・ホセが現れて復縁を迫り、復縁しなければ殺すと脅す。ドン・ホセの執拗な言動にカルメンは業を煮やし、それならば殺すがいいと言い放つ。以前彼からもらった指輪を外して投げつける。逆上したドン・ホセはカルメンを刺し殺し、その場で呆然と立ちつくす。
- 一般的には上述の全4幕とされるが、3幕4場とすることもある。この場合は山中の密輸団のシーンが第3幕第1場、最後の闘牛場のシーンが第3幕第2場となる。

## 主要曲
- 第1幕への前奏曲
- ハバネラ「恋は野の鳥」

- セギディーリャ
- 第2幕への間奏曲「アルカラの竜騎兵」
- ジプシーの歌
- 闘牛士の歌「諸君の乾杯を喜んで受けよう」
- 花の歌

- 第3幕への間奏曲
  - フルートソロの長い旋律が特徴である。最高音のB♭6は「カルメンB♭」と呼ばれ、通常よりわずかにピッチの異なる特殊な指遣いで演奏される。
- カルタの歌
- ミカエラのアリア
- 第4幕への間奏曲「アラゴネーズ」

など

## 抜粋・編曲作品

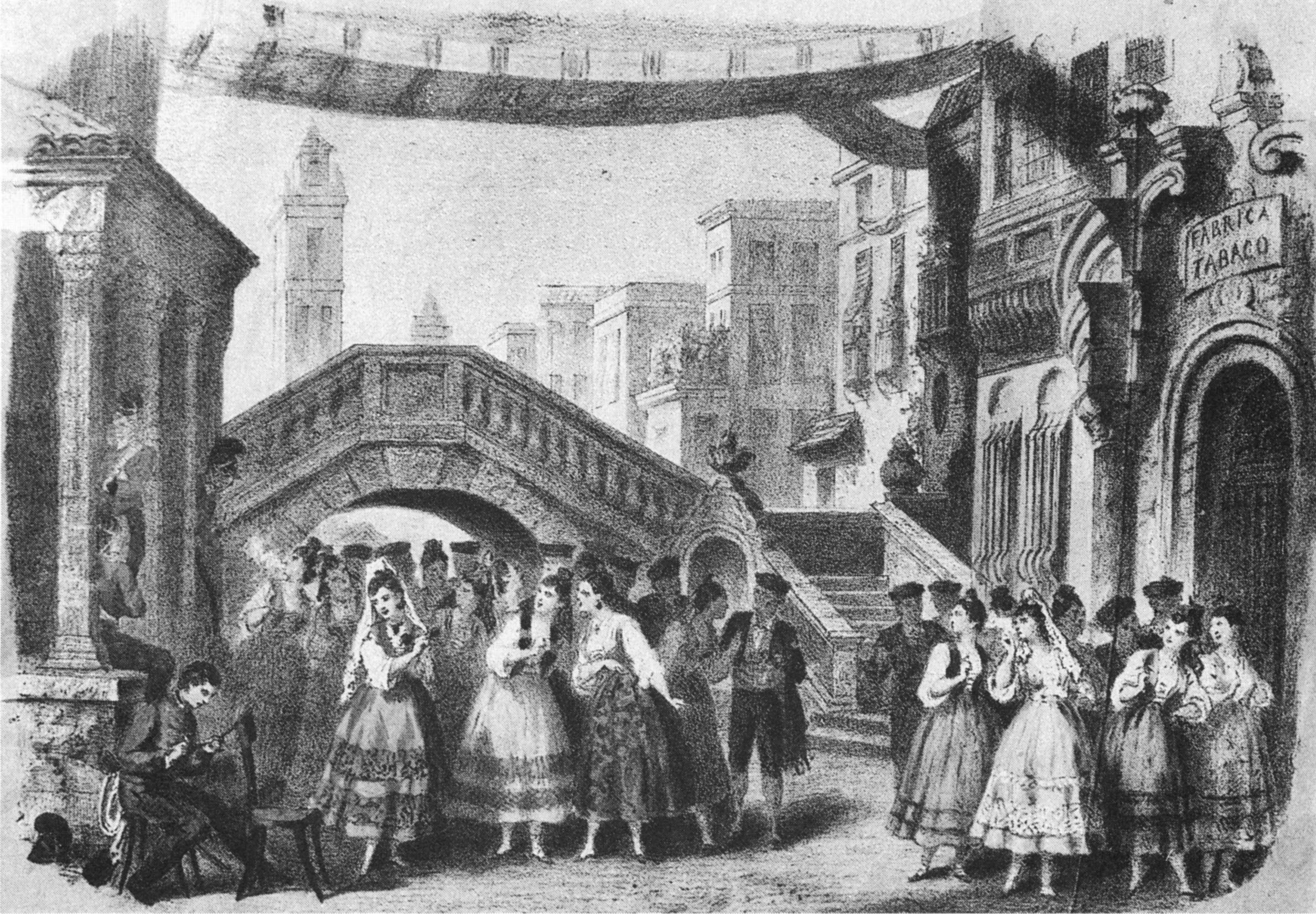
カルメンの石板画

第1幕への前奏曲が独立した管弦楽曲として演奏される機会が多いほか、それを含む前奏曲、間奏曲、アリアなどを抜粋編曲した組曲や独奏曲も演奏される。

### ギロー/ホフマン版組曲
一般的に『カルメン』組曲として知られているのは、ギローの手による編曲でシューダンス社から刊行された、またオーストリアの音楽学者フリッツ・ホフマンがギローの補作をもとにほぼ同じ選曲をしてブライトコプフ・ウント・ヘルテル社から刊行された「第1組曲」と「第2組曲」である。
第1組曲
前奏曲と間奏曲を中心に構成される。「セギディーリャ」のみカルメンの歌をオーケストラ単独用に編曲したもの。
- 前奏曲〜アラゴネーズ（第1幕への前奏曲の後半部分、第4幕への間奏曲）
- 間奏曲（第3幕への間奏曲）
- セギディーリャ
- アルカラの竜騎兵（第2幕への間奏曲）
- 終曲（闘牛士）（第1幕への前奏曲の前半部分）

第2組曲
アリアや合唱入りの曲をオーケストラ単独用に編曲した6曲で構成される。
- 密輸入者の行進
- ハバネラ
- 夜想曲（ミカエラのアリア）
- 闘牛士の歌
- 衛兵の交代（子どもたちの合唱）
- ジプシーの踊り

ビゼー自身によるものでないこともあり、指揮者によっては演奏順を変えたり、第1・第2組曲を1つの組曲として演奏したり、2つの組曲から適宜選曲してオリジナルの組曲を編むことも自由に行われている。入手しやすいCDで上述の曲順通りに演奏しているものは、シャルル・デュトワ指揮・モントリオール交響楽団だけである。レナード・バーンスタイン指揮・ニューヨーク・フィルハーモニックの演奏は上述の全曲を収録しながら、第1組曲にて一部の曲順を入れ替えている（第1組曲を締めくくるはずの「闘牛士」＝第1幕への前奏曲の前半部分を、組曲の冒頭へ持ってきている。そのためバーンスタイン盤の第1組曲は「アルカラの竜騎兵」にて締めくくられる）。
出版譜によっても異同があり、例えば日本楽譜出版社のミニスコアでは、「セギディーリャ」が第2組曲の終曲とされ（第1組曲は前奏曲と間奏曲のみで構成される）、また第2組曲は「夜想曲」を欠く。

### シチェドリン版『カルメン組曲』
旧ソビエト連邦の作曲家シチェドリンが1967年に編曲した、13曲で構成されるバレエ組曲。大規模な弦楽オーケストラと、ラテンパーカッションなども含む大量の打楽器を使う異色の編曲である（楽器編成参照）。ビゼーのほかの作品（『アルルの女』の「ファランドール」など）が挿入されているほか、「アルカラの竜騎兵」が3拍子に変更されている、「闘牛士の歌」の「サビ」がなかなか出てこないなど、さまざまな仕掛けがなされている。
曲の始まり（序奏）は、弦楽器のppの持続音の上に、チューブラーベルズ（チャイム）が「ハバネラ」の旋律の断片を暗示するというもので、「編曲」というよりは、ビゼーの『カルメン』の素材を借りたシチェドリンの創作に近い。この印象的な序奏は組曲の最後にも登場し、曲全体はチューブラーベルズの余韻と、弦楽器のpppによる変ニ長調の和音で終わる。

#### 編曲の経緯
1967年に『カルメン』をモチーフにしたバレエが上演されることになり、主演のプリマドンナだったマイヤ・プリセツカヤは最初ショスタコーヴィチに、次いでハチャトゥリアンに編曲を依頼したが、両者とも「ビゼーの祟りが怖い」という理由で断り、仕方なくプリセツカヤの夫であったシチェドリンが編曲することになった。肝心のバレエの初演はブレジネフらの横槍もあって大失敗したが、のちに国外で評価されるようになった。

#### 構成
シチェドリン版と原曲とでは名前に差異がある。英語がシチェドリン版での曲名で、日本語が原曲の該当する部分である。
- Introduction：ハバネラ
- Dance：アラゴネーズ
- First Intermezzo：カルメンの登場の待ち望む男たちの場（第1幕）
- Changing of the Guard：アルカラの竜騎兵
- Carmen's Entrance And Habanera：カルメンが登場した場面とハバネラ
- Scene：第2幕の幕切れの一部（スニガが密輸業者に捕えられる場面）→タバコ工場から女性工員が出てくる場面→セキディーリャ
- Second Intermezzo：第3幕への間奏曲
- Bolero：ファランドール（『アルルの女』より）の一部
- Torero：闘牛士の歌
- Torero and Carmen：ジプシーの踊り（『美しきパースの娘』より）
- Adagio：第1幕前奏曲後半と「花の歌」
- Fortune-telling：カルタ占いの場
- Finale：行進曲と合唱→ドン・ホセとカルメンの二重唱の手前の場面→第2幕フィナーレより→ドン・ホセとカルメンの二重唱→運命のテーマ→カルメンの最初のセリフの場面→Introduction

#### 演奏時間
- 約45分（スコアの表記による）

#### 楽器編成
- 第1ヴァイオリン（18）
- 第2バイオリン（16）
- ヴィオラ（14）
- チェロ（12）
- コントラバス（10）

- ティンパニ5
- 打楽器1（マリンバ、ヴィブラフォン、カスタネット、カウベル3、ボンゴ4、チャイム、ピッコロスネアドラム、ギロ）
- 打楽器2（ヴィブラフォン、マリンバ、スネアドラム、タンブリン、ウッドブロック2、クラヴェス、トライアングル、ギロ）
- 打楽器3（チャイム、クロテイル、マラカス、鞭、スネアドラム、カバサ、ギロ、テンプルブロック3、バスドラム、銅鑼、テナードラム、トライアングル）
- 打楽器4（シンバル、バスドラム、銅鑼、ハイハット、トライアングル、タンブリン、トムトム5）

#### 翻案
マシュー・ボーンによるバレエ作品『ザ・カーマン』はこの編曲に基づいているが、物語は『カルメン』とは異なる。

### グールド版『カルメン』
モートン・グールドが全曲から20曲の名旋律を取り出し、自身による編曲を施した演奏時間50分弱の抜粋版を作っている。グールド版は組曲ではなく「オペラの短縮版」と位置づけられており、声楽部分はコルネットとバリトン（バリトン・ホルン）各2に割り当てられている。

#### 構成
- 前奏曲
- プロローグ
- 街の子供たち
- タバコ工場の女たち
- ハバネラ
- 手紙の場
- セギディーリャ
- アルカラの竜騎兵
- ジプシーの踊り
- 闘牛士の歌
- タンブリンの歌
- 花の歌
- 第3幕への間奏曲
- 密輸入業者の行進
- カルタ占いの場
- ミカエラのアリア
- アラゴネーズ
- 行進曲と合唱
- 二重唱（ドン・ホセとカルメン）
- フィナーレ

### セレブリエール版『カルメン交響曲』
ホセ・セレブリエールが全曲から12の場面を選んで管弦楽のために再構成した。

#### 構成
- 前奏曲
- 騎兵隊
- ハバネラ
- セギディーリャ
- フガート
- 間奏曲1
- 闘牛士
- 間奏曲2
- アンダンテ・カンタービレ
- 間奏曲3
- 結婚式
- ジプシーの踊り

### その他
『カルメン』の名旋律を使った『カルメン幻想曲』と呼ばれる作品がいくつかある。
- パブロ・デ・サラサーテ∶カルメン幻想曲（ヴァイオリンとピアノまたは管弦楽のための）
協奏曲形式としてソロを目立たせるため、「ジプシーの踊り」の最後の管弦楽トゥッティが省略された別の形になっている。
- フェルッチョ・ブゾーニ∶ソナチネ第6番『カルメンに基づく室内的幻想曲』
- フランソワ・ボルヌ（英語版） : カルメン幻想曲（フルートとピアノのための）
- フランツ・ワックスマン∶カルメン幻想曲（英語版）（ヴァイオリンと管弦楽のための）
- ドナルド・ハンスバーガー∶カルメン・ファンタジア（2本のトランペットとピアノ、打楽器のための、または管弦楽伴奏、吹奏楽伴奏のための）
- ヨーゼフ・ヴァイス（ドイツ語版）：ピアノ独奏のための『カルメン幻想曲』

また、エドゥアルト・シュトラウス1世が名旋律をたばねたカドリールを作曲している。『カルメン』の上演が初めて成功したのは1879年のウィーンでの上演だとされており、その人気にあやかったものと言われている。
ほかに、ピアニストのウラディミール・ホロヴィッツが『カルメンの主題による変奏曲』を作曲している（正確には、モーリッツ・モシュコフスキによる『ジプシーの歌』の編曲を基にしている）。

## メリメ原作『カルメン』からの改変について
当初ビゼーは、メリメの原作に忠実な台本を望んだが、主人公が盗賊である、殺人によって劇が締めくくられるなどの内容がオペラ・コミックを上演する劇場にふさわしくないと劇場側から拒否され、やむなく原作から大幅な改変がなされた。結果としてこの改変が功を奏し、今日まで続く人気につながっているとみることもできる。おもな相違点は以下の通りである。
- ミカエラは、オペラで追加された登場人物である。
- ダンカイロおよびその一味
  - オペラでは「密輸団」とされているが、原作では強盗・殺人を躊躇なく行う犯罪集団という色合いが強い。
  - 原作ではカルメンの情夫である片目のガルシアが出所してきて一味に加わる。
- ドン・ホセ
  - 原作では、ホセがバスク地方の出身である点が強調されている。差別的な扱いを受け、苦労することも少なくない状況で、故郷の母を安心させるために兵士として身を立てようと勤勉に働く姿が描かれている。また、逮捕されたカルメンはホセがバスク出身者であることを見抜き、自分もバスク出身者であると偽り、同郷の自分を見捨てるのかと言い寄って脱走の手伝いをさせる。
  - 原作では、カルメンをめぐって上官と言い争いとなり、激昂して上官を刺殺、そのまま軍を脱走し、ダンカイロ一味に身を寄せることになる。
  - その後も、躊躇なく窃盗・殺人を繰り返し、付近では有名なお尋ね者となっている。
  - 原作では、ホセがガルシアにいちゃもんをつけてナイフで決闘になり刺殺してしまう。
- 闘牛士
  - ホセをよそにカルメンと恋仲になるのは同じであるが、その後に闘牛の際の事故で牛の下敷きとなり、再起不能の重症を負う。そのことを知ったホセが、よりを戻すためにカルメンを訪ねるが、説得に失敗し刺殺に至る。また、名前も異なる。
- カルメン
  - 演出や歌手の演技にも左右されるが、一般的には「誇り高き女性」とされるオペラのカルメンとは異なり、原作では、男を騙したり悪事に手を染めることを厭わない性悪なあばずれ、という印象が強い。しかし、束縛されることを徹底して嫌い、自由であることを求めるところは変わっておらず、ほとんど改変されずにオペラでも使用されているカルメンの印象的な台詞は数多い。
- ラストシーン
  - オペラでは闘牛場の場外であるが、原作では山中の洞窟である。

## 演出について
- モブ（群集）シーンが多いことが特徴として挙げられる。
  - 第1幕　タバコ工場の女工達&それに群がる男たち
  - 第2幕　酒場の客
  - 第3幕　密輸団
  - 第4幕　闘牛士の一団と観客たち
- 劇中にフラメンコ舞踏を挿入する演出が頻繁に行われる。2幕冒頭や4幕前の間奏曲にあわせて踊ることが多く、また、オリジナルにはないフラメンコ用の曲を挿入して見せ場とする場合もある。
- 4幕の闘牛士一団の行進のシーンは劇中でもっとも盛り上がる場面のひとつであり、メトロポリタン歌劇場などの大劇場では、豪華絢爛な衣装を身に着けた多数の闘牛士と、本物の馬をも多数動員した、大がかりな演出が行われる。一方、予算の限られた小公演では、このシーンを低コストでどのように作り上げるのかが大きな課題となる。

## 旧作や既成楽曲からの転用・流用
- 「第3幕への間奏曲」は劇付随音楽『アルルの女』から転用された。
- 「ミカエラのアリア」は未完のオペラ『グリゼリディス』のためのアリアから転用された。
- 現行版の「ハバネラ」は、初演のカルメンを演じたセレスティーヌ・ガッリ＝マリエ（英語版）（1840年 - 1905年）の要請で急遽書かれたものである。彼女が一番の見せ場にしてはあまりに淡白なビゼーの原曲に難色を示したためである。結局、ビゼーは13回もの書き直しを余儀なくされた。しかし慣れないビゼーは急場の仕事と相まって、ガッリ＝マリエが勧めるままに、スペインの作曲家セバスティアン・イラディエル（1809年 - 1865年）の "El Arreglito" を、キューバの曲と知らぬまま流用してしまった。

## 日本におけるカルメン劇
日本での初演は1919年（大正8年）、来日したロシア歌劇団によって行われた。『カルメン』は大正8年1月に新劇として松井須磨子が演じ、公演期間中に自殺したことで知られていたほか、浅草オペラでは1918年（大正7年）3月に河合澄子を主演にビゼーの『カルメン』を漠与太平が編作した『カーメン』や、高木徳子主演の『カルメン物語』（伊庭孝脚色）、1919年（大正8年）12月に長尾史録脚色による2場だけのものが上演されていたが、いずれも原曲とはかなり異なったものであった。
ほぼ全曲をオリジナルに近い形で上演したのは1922年（大正11）年3月の根岸大歌劇団による金竜館公演で、カルメンを清水静子、ホセを田谷力三が演じたほか、清水金太郎、安藤文子、柳田貞一、相良愛子、二村定一らが出演、これが大きな反響を呼んだことから以後、浅草オペラを代表する作品となった。同年にはジェラルディン・ファーラー主演の無声映画『カルメン』も日本で初公開され、「闘牛士の歌」（トレヤドール）は自転車に乗った御用聞きによって口ずさまれるほど馴染みのある曲となった。
戦後は藤原歌劇団によって数多く上演され、二期会でも川崎静子が大きな当たり役とし、今日もなお日本国内でもっともポピュラーなオペラとして親しまれている。

## 備考

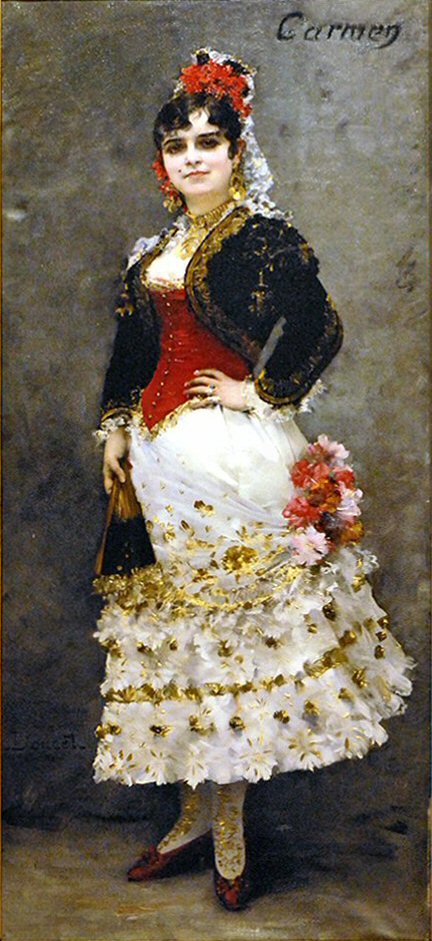
ガッリ＝マリエが扮するカルメン

- 「衛兵の交代」は1987年まで京都競馬場の出走ファンファーレとして使用され、地方競馬でも笠松の重賞用のファンファーレとして使用されていた。現在でも名古屋競馬場で使用されている。
- フランス人シャルル・ルルー作曲の日本の軍歌『抜刀隊』、およびそれに基づく行進曲『陸軍分列行進曲』について、「アルカラの竜騎兵」の旋律との類似が指摘されている。
- 『カルメン』の初演は一般的には失敗であったと言われており、ビゼーは『カルメン』の初演が失敗して失意のうちに没したと言われることがあるが、過去のビゼー作曲のオペラが10回に満たない上演回数で打ち切られることも少なくなかったなか、ビゼーが死去した時点ですでに上演回数が30回を超えており、ウィーン公演のオファーも受けていた。

## バレエ

### プティ版
ビゼーの音楽を使用し、ローラン・プティによる振り付けによるものが1949年にロンドンのプリンス劇場 (Shaftesbury Theatre) で初演されている。

### アロンソ版
アルベルト・アロンソの振付、ロディオン・シチェドリンの編曲による『カルメン組曲』が1967年、モスクワのボリショイ劇場で初演されている。カルメン役はマイヤ・プリセツカヤが演じた。

### エック版
マッツ・エックの振り付けで、シチェドリン編曲の「カルメン組曲」を用いたものが1992年にクルベリ・バレエ団 (Cullberg Ballet) で初演されている。

## ミュージカル

### カルメン・ジョーンズ
『カルメン・ジョーンズ』はオスカー・ハマースタインによるミュージカルで、1943年に初演された。ビゼーのオペラを元に、舞台を第二次世界大戦中のアメリカ南部の黒人社会に置き換えたもの。登場人物もすべて黒人に変え、オーケストレーションをロバート・ラッセル・ベネットが変更し、曲順にも変更を加えられている。
この舞台を元に1954年、映画『カルメン』（原題:Carmen Jones）が制作されている。

### 東宝ミュージカル
1989年、青山劇場で公演。大地真央がカルメン役で、他に萩原流行、紺野美沙子、榎木孝明らが出演。1999年に再演され、大地真央の他は、錦織一清、石井一孝、鈴木ほのか、江波杏子、近藤洋介、宮川浩らが出演した

### ワイルドホーン版
ノーマン・アレンの脚本、フランク・ワイルドホーンの音楽、ジャック・マーフィーの歌詞による。2008年10月、プラハで初演。
2014年6月13日 - 6月29日にかけて、ホリプロ主催による日本初公演が天王洲 銀河劇場で行われた。演出は小林香。主演のカルメン役は濱田めぐみで、他に清水良太郎、米倉利紀、大塚千弘、JKim、香寿たつき、別所哲也が出演した。

### Calli（カリィ）〜炎の女カルメン〜
TSミュージカルファンデーションの企画制作によるミュージカルで、2008年初演、演出・振付は謝珠栄、脚本は小手伸也、音楽・歌唱指導は林アキラ、出演は朝海ひかる、天宮良、今拓哉、戸井勝海、宮川浩、友石竜也、野沢聡、平野亙、良知真次、東山竜彦、三浦涼介。

### Romale（ロマーレ）〜ロマを生き抜いた女 カルメン〜
上記のCalliを元に台本と音楽を一新したミュージカルで、2018年初演、演出・振付は謝珠栄、カルメンを花總まり、ホセを松下優也、ホセの上司スニーガを伊礼彼方、カルメンの夫ガルシアをKENTAROが演じた他、太田基裕、福井晶一、団時朗らが出演した。

## 宝塚歌劇

### ドン・ホセの一生
月組公演。公演名は「ミュージカル・プレイ 激情」、併演は『タイム・マップ』。宝塚大劇場で1971年2月27日から3月24日まで上演された。20場。
スタッフ
- 作・演出：白井鐡造[15]
- 作曲・編曲：高井良純[15]・中元清純[15]・吉崎憲治[15]
- 音楽指揮・合唱指導：野村陽児[15]
- 振付：河上五郎[15]・喜多弘[15]
- 装置：石浜日出雄[15]
- 衣装：任田幾英[15]
- 照明：今井直次[15]
- 小道具：上田特市[15]
- 効果：坂上勲[15]
- 音響監督：松永浩志[15]
- 演出補：大関弘政[15]
- 制作：平松悟[15]

おもな出演・本公演
- ホセ：古城都[17]
- カルメン：初風諄[17]
- フラスキータ：千草美景[17]
- エスカミリオ：南原美佐保[17]
- ツニガ大尉：大滝子[17]
- レメンダード中尉：榛名由梨[17]
- ミカエラ：才玉蓮[17]・名鶴ひとみ[17]
- ダンカイロ：美山しぐれ[17]

1971年10月9日から10月18日まで中日劇場でも公演された。
1971年3月13日に行われた新人公演では榛名由梨、小松美保、叶八千矛、麻生薫、涼千夏らが出演した。

### 激情-ホセとカルメン-
1999年初演、メリメの小説「カルメン」をモチーフとし、脚本は柴田侑宏　演出・振付は謝珠栄による。

### FREEDOM ミスター・カルメン
オペラ「カルメン」を元に、主人公を男、舞台をアメリカに置き換えた作品で、2000年に宝塚バウホール、日本青年館で宙組による公演が行われた。出演は樹里咲穂、遠野あすか、夢輝のあ等、脚本・演出は木村信司。

## 日本舞踊
2018年の「カルメン2018」はビゼーのオペラを日本舞踊でアレンジした作品で、ホセ役を花柳寿楽と中村橋之助、カルメン役を水木佑歌と市川ぼたんのダブルキャストで演じた。日本舞踊版のカルメンは他に、1987年に「カルメン」、2003年に「薔沙薇の女 〜カルメン2003〜」が上演されている。